# Esoterism
Esoterism (från grekiskans iso, inuti och ter som har med motsättning att göra) är ett svårdefinierat begrepp som vanligen syftar på hemliga läror och fördolda kunskaper knutna till hemliga sällskap. Dessa sällskap kan ha hemliga invigningar, inte sällan i flera steg. Många, men långt ifrån alla, av dessa hemliga läror har ofta bottnat i religionen.
I religiös bemärkelse har esoteriska läror (se mystik) förekommit i de grekiska mysteriereligionerna och har i princip alltid existerat inom religionerna (se sufism, kabbala, gnosticism, Johannes Eckhart, Jacob Böhme, Förborgade Ord, vajrayana) när den allmänna formen av religionerna inte fullt ut kunnat förklara verkligheten och olika skeenden eller räckt till i sökandet efter Det Absoluta.
I vid bemärkelse används begreppet esoterism för allt från frimureri, teosofi, ockultism och alkemi till parapsykologi, efemerider, rollspel, yoga och tarot, och är dessutom ett bärande tema i fantasylitteraturen.

## Handel, kolonisering och krig – religions- och kulturutbyte
Århundradena före och efter vår tideräkning dominerades militärt av dåtidens supermakter Persien och Romarriket.  Beträffande filosofi, religion och vetenskap hade hellenismen, zoroastrismen och andra gamla iranska religioner, samt förbättrade handelsvägar och kommunikationer mellan Indien och Medelhavsområdet via Iran, en avgörande betydelse när det gäller utbytet av olika läror och vetenskapliga teorier. Berättelserna om Buddha och Krishna kunde färdas hela vägen från Indien till Jerusalem och Rom. Forskare inom bland annat historia och religionshistoria kallar de seklen från 800-talet fram till 100-talet för axialåldern  därför att den, enligt deras mening, framstår som en drivaxel för mänskligheten. Under denna period levde och verkade, för att nämna några, Siddhartha Gautama (Buddha), de stora israelitiska skriftprofeterna Jesaja, Jeremia och Hesekiel, Konfucius och Lao Zi som förändrade Kinas traditioner, den iranske religionsgrundaren Zarathustra samt filosoferna Sokrates och Platon i Grekland. Under samma period möjliggjordes kulturmöten och korsbefruktningar mellan filosofier och religioner, som kanske det enda positiva resultaten av Alexander den stores, Nebukadnessars, Kyros den stores och Julius Caesars erövringskrig. Århundradena före Kristus kännetecknades av handel, kolonisering och krig – någonting som frambringade en accelererade en utveckling på de kulturella, religiösa och filosofiska områdena
De grekiska filosofernas arbeten och Irans forntida religioner med dess mångfald av olika andliga idéer principer och tankar är av central betydelse för att israeliternas gamla religion började omvandlas till en djupare judendom, kristendomens, och även islams, utveckling. Från Iran kommer föreställningarna om himlen, helvetet och om en dom efter döden, och från Babylonien kaldéernas mystik. Mötet mellan de israeliter som förts till Babylon av Nebukadnessar och deras iranske befriare Kyros II år 539 f.Kr. innebar att de iranska föreställningarna fördes vidare till Medelhavsområdet. Många israeliter valde att stanna i Babylon efter befrielsen, vilket kom att resultera i två judiska centrum – Jerusalem och Babylon – som hade ett livligt utbyte. Senare tillkom ytterligare judiska centrum, bland annat i Alexandria, och judendomen utvecklade gradvis en mystisk aspekt – ursprunget till Kabbala – och även gnostiska och esoteriska tankegångar började ta form.
Ett av de tydligaste kännetecknen för forniransk religion är föreställningen om en kosmologisk dualism. Hela världen och hela tillvaron är ett motsatsförhållande i gott och ont, ljus och mörker, vitt och svart, sanning och lögn, rätt och orätt, ande och materia, liv och död. De som följde Zarathustra gjorde om de gamla iranska gudarna till Ahura Mazdas (Herren den Vise) medhjälpare, ett slags ärkeänglar, eller till personifierade sidor eller aspekter av hans väsen.

## Mithraismen: De romerska soldaternas kult

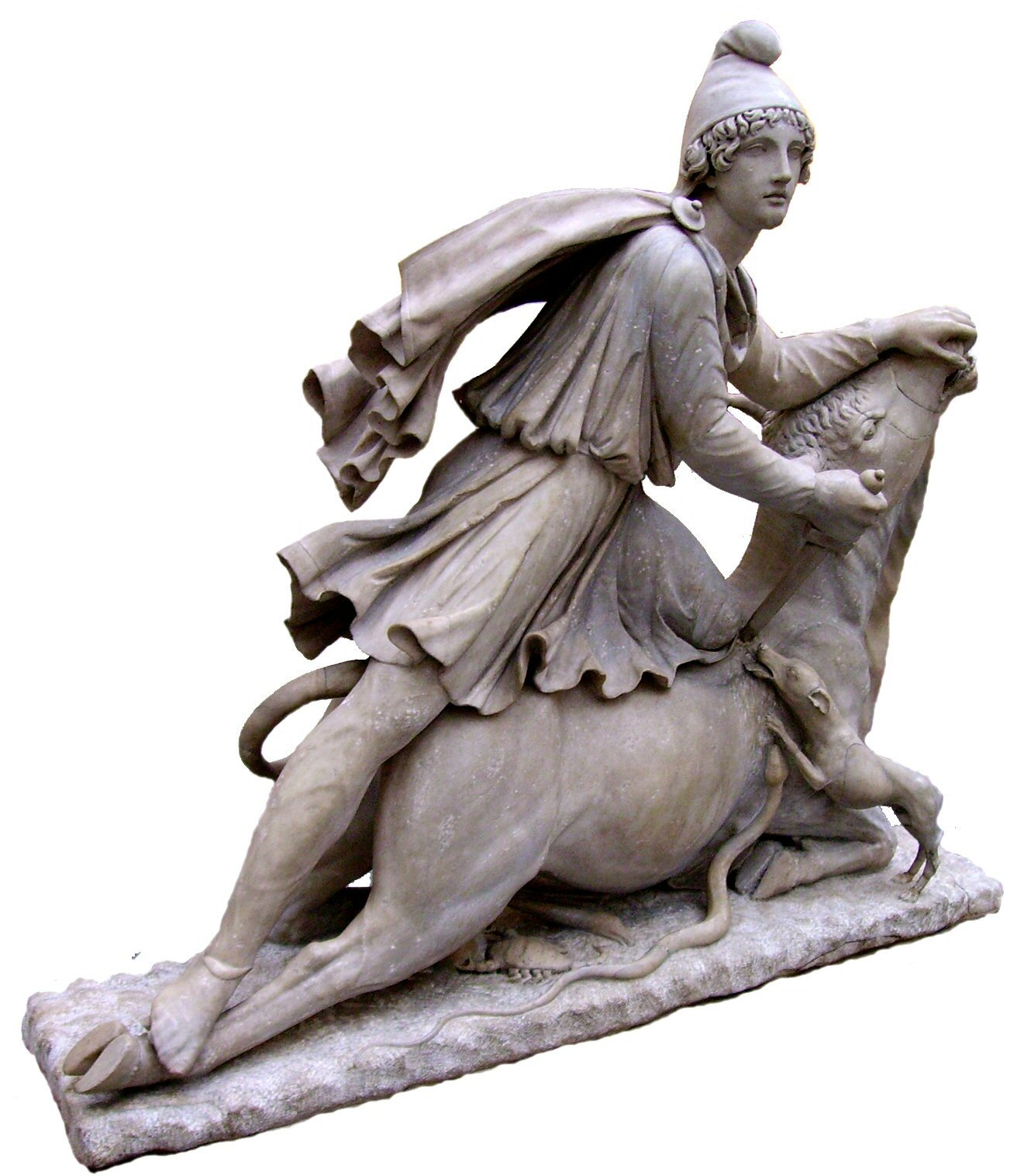
Mithras utför ett tjuroffer, vilket var den centrala riten i religionen.

Mithraismen var en kult utövad av hemliga förbund under romersk kejsartid (från 100- till 300-talet). Den omfattades särskilt av hären och fick genom den utbredning över stora delar av det romerska riket. Mithraskulten var en allvarlig konkurrent till en annan snabbväxande religion: kristendomen. På 100-talet e.Kr. var mithraismen en större religiös rörelse än den kristna sekt som fortfarande var tämligen ny. Kristendomen använde ofta strategin att assimilera andra religioners högtider och helger. Exempelvis firades Mithras födelsedag den 25 december, och det datumet valde den kristna kyrkan till Jesus födelsedag.
Mithras, som guden kallades på latin, var guden framför alla andra för de romerska legionärerna och betraktades av kultens anhängare som en god kamrat och krigare. Guden Mithras var en ungdomlig gestalt som förknippades med solen och vars främsta bragd var dödandet av en tjur. Det är inte otänkbart att den romerska Mithras har rötter i tron på Mithra i Iran och Indien cirka 400 f.Kr. I Iran var Mithra bland annat solguden och den iranska krigaradelns skyddsgud. Den viktigaste delen i berättelsen om Mithras handlar om hur Mithras tillfångatar och offrar en helig tjur och om hur alla jordens välgörande ting väller fram ur tjurens offrade kropp.
Hur kulten utövades av romarna är okänt på grund av hemlighetsmakeriet som är typisk för esoterism.  Så mycket är emellertid känt att astrala föreställningar spelade en stor roll, och en stor del av den förvirrande bildsymboliken återger zodiakens tecken och andra stjärnbilder. Tjuroffer kan ha förekommit i samband med utövandet av kulten, men detta kan inte bevisas. Dock var tjurdödandet en viktig del av själva Mithrasmyten. På vissa håll var mithrasdyrkarna indelade i sju invigningsgrader: korp, brudgum, soldat, lejon, perser, sollöpare och fader.

## Gnosticismen
Gnosticismen är ett samlingsnamn för de olika trosåskådningar som var förhärskande på 100-talet och som angreps av den tidiga kristna kyrkan. Ordet kommer från grekiskans gna’sis, som betyder “insikt”,  och vanligen uppfattade medlemmarna i sådana sällskap att de besatt en hemlig kunskap.
I Nag Hammadi i Egypten 1945 hittades flera skrifter av gnostiskt ursprung. Genom dessa fynd fick man värdefull förstahandsinformation om dessa gamla trosåskådningar.  Den mest omtalade skriften är Tomasevangeliet. Nag Hammadi-skriftema skrevs ursprungligen på grekiska under första eller andra århundradet e.Kr. och översattes till koptiska på 200- och 300-talet.
Gnosticismens ursprung är omdiskuterat.  Vissa menar att den har hedniska rötter med inslag av platonsk filosofi, medan andra anser att den har rötterna i judendomen, som i sin tur kan ha påverkats av iranska religiösa föreställningar. Enligt gnosticismen finns tre människotyper: hylikema som är bundna till den onda materien och inte kan uppnå frälsning; psykiskema som i viss mån kan uppnå frälsning eftersom de har en själ; och pneumatikema som kan återvända till Pleroma genom att uppnå gnosis.
Bogomilerna, katarerna och albigenserna var tre senare inriktningar som genomsyrades av gnostiskt tänkande. Den kristna gnosticismen var mångfacetterad, men hade det gemensamma temat att själen måste frigöras från materien/kroppen.

## Platon och nyplatonismen

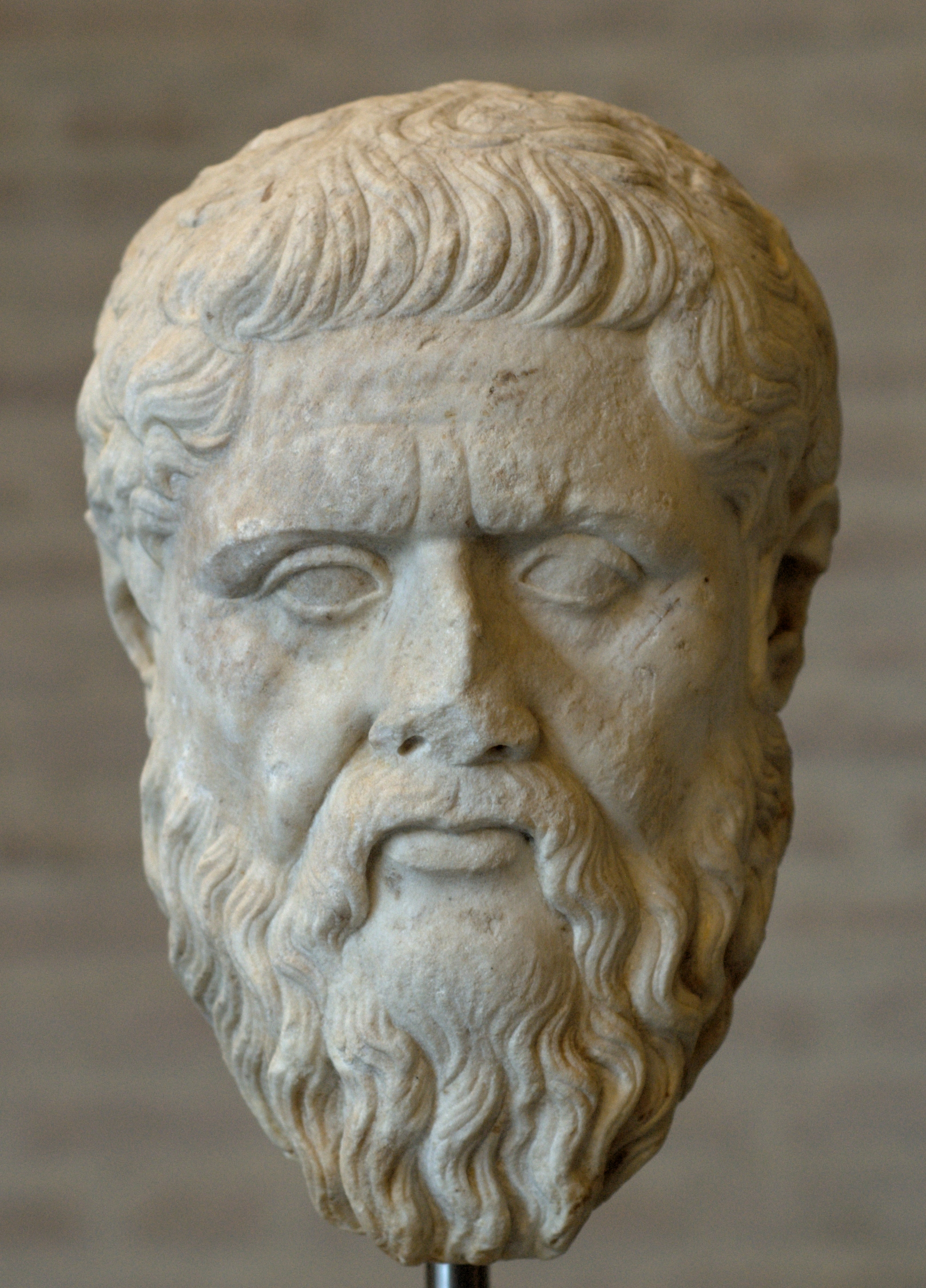
Platon

Platons esoteriska läror diskuterades uteslutande i akademin, och har gått förlorad för eftervärlden. Nyplatonismen är ett begrepp med rötter i 200-talets Alexandria. Där levde den grekiske filosofen Ammonios Sakkas och dennes lärjungar Plotinos och Origenes. Den har i hög grad påverkat kristen filosofi, i synnerhet genom Augustinus (350–430) och särskilt i dennes tidigare skrifter. Nyplatonismen hävdade att det högsta väsendet var Det ena, en fullkomligt god och själslig varelse. Det ena är också den fullkomliga verkligheten. Alla ting som till exempel människornas kroppar och själar, ligger på en graderad skala mellan Det ena (det goda) och materien (det onda). Eftersom Det ena är den högsta graden av verklighet, får rimligtvis materien som ligger längst bort, lägst verklighetsgrad – det onda är overkligt.
I sin filosofi var Augustinus mycket påverkad av nyplatonismen. I sin tolkning av nyplatonismen ersatte han Det ena med Gud, något som gjorde det möjligt att förklara teodicéproblemet (varför en perfekt, god Gud skapat en värld med ondska) genom att hävda att det onda är overkligt. Allt gott härstammar från Gud, som dock inte kan ta ansvar för det som saknar godhet (det som saknar verklighet). Det onda i världen är frukten av människornas fria vilja, som vänt sig bort från Gud. I boken Bekännelser skildrar Augustinus hur människan genom sitt inre sökande kan nå den gudomliga verklighet som är alltings mål. Även senare teologi har nyplatonska drag. Ett förnyat intresse för nyplatonismen kom under renässansen genom bland annat Marsilio Ficino, och den påverkade också den tyska idealismen och romantiken.

## Hermetismen
De flesta av hermetismens böcker, vilka skrevs på grekiska i Alexandria under början av vår tideräkning och sammanställdes under flera århundraden, har gått förlorade. De behandlade astrologi, alkemi, naturfilosofi, teosofi, teurgi (andebesvärjning) med mera. Hit hör också en samling texter som sammanställdes mellan 100- och 200-talet. Corpus Hermeticum omfattar ett femtontal skrifter, bland annat. Asklepios och Stobaei Hermetica, författades enligt legenden av Hermes Trismegistos, som i talrika och motsägande traditioner förbundits med guden Thot och den grekiske Hermes. Han ska ha levt på Moses tid och skänkt egyptierna deras lagar och kunskaper. Trots att Corpus Hermeticum inte är ett alkemistiskt verk i egentlig mening, finns nästan allt vi vet om den västerländska alkemin i början av vår tideräkning i dessa skrifter.
Vid sidan av den alexandrinska hermetismen fanns andra icke-kristna strömningar. En var nypythagorismen, som uppkom under de två första århundradena. I stoicismen fanns tydliga esoteriska grunddrag. Nyplatonismen utformades av Plotinos (270 e. Kr.) i Damaskus. Han sökte metoder att nå den översinnliga världen och att konstruera eller beskriva denna världs strukturer och samband. Den judiska kabbalan är en teosofi; under 400- och  500-talen sammanställdes en kosmosofisk text på några sidor, Sefer Yetzira (Skapelsens bok), en föregångare till det som skulle bli den egentliga kabbalan. Ytterligare en icke-kristen strömning var den intensiva intellektuella aktivitet som följdes av islams snabba utbredning.

## Alkemi
Alkemi, konsten att omvandla oädla metaller till silver eller guld, kan spåras till Egypten. Alla källor anger den legendariske Hermes Trismegistos, som alkemins fader. De gamla grekerna började också studera alkemi, och härifrån härrör troligen det första försöket att ge metallförvandlingarna en naturlig förklaring. Empedokles hade framlagt sin teori om att all materia måste vara sammansatt av fyra element: eld, luft, jord och vatten. Denna princip låg till grund för otaliga senare alkemisters arbete. Också Geber, det europeiska namnet på araben Jabir ibn Hay-yan (omkring 722–815) av många betraktad som historiens störste alkemist, var inne på något liknande.
Även om alkemin i stort sett förpassats till vidskepelsens område, har många ännu idag existerande mystiska sällskap och ordnar tidigare hävdat att alkemi, livselixir och liknande kunskaper fanns hos sällskapets innersta eller högsta krets, och att detta vetande har vidarebefordrats från mästare till lärjunge i tusentals år.

## Druider och häxor
Litet är känt om de ursprungliga druiderna – den keltiska kulturens prästerskap.  Det hålls för troligt att de höll en invecklad muntlig tradition vid liv, tillbad gudomar i skogen och hade misteln och eken som kultföremål. Redan under det första århundradet började andligt sökande människor i det mångkulturella Alexandria att romantisera druiderna. De jämförde dem med Greklands filosofer, Irans mager och Indiens yogier.  
I slutet av 1600-talet började anglikaner och brittiska fritänkare, utifrån vad som då var känt om druiderna, rekonstruera en ny form av panteistisk eller deistisk druidism, medeldruidismen, som finns kvar i våra dagar. Druidordnarna i Frankrike och Storbritannien har under tidens lopp har tagit upp inslag från Rosenkreuz, Teosofi och Golden Dawn, och har genom New Age fått en förnyad uppmärksamhet. Sedan 1980-talets början förekommer även nydruidism, som försöker rekonstruera polyteistisk keltisk religion utifrån nutidens forskningsläge, och som tar avstånd från medeldruidismen. 
I sina böcker The Witch-Cult in Western Europe (1921) och The God of the Witches (1931) framlade Margaret Murray teorin att häxkult ursprungligen var en fruktbarhetskult med anor kanske ända tillbaka till stenåldern eller bronsåldern. När Kristendomen blev en världsomspännande religion skulle den ha hamnat på kollisionskurs med häxkulterna. Trettonhundratalets och de följande århundradenas häxförföljelser, skulle ha syftat till att förgöra alla Häxor liksom andra “kättare“. De utpekade häxorna brändes vanligen på bål i Frankrike och Tyskland, men torterades före detta på de mest ohyggliga sätt för att ange grannar och vänner. Murrays teori tillbakavisades av historiker och etnologer i början av 1970-talet, exempelvis Bente Gullveig Alver och Bengt Ankarloo, men däremot tjänade Murrays teori som inspirationskälla för ett antal människor som fann häxmyten befriande, myndiggörande och religiöst meningsfull.
Vår tids moderna häxkult består av flera riktningar, bland annat wicca (ett forntida anglosaxiskt ord för manlig trolldomsutövare, släkt med det nutida ordet witchcraft), Feri, Clan of Tubal Cain, Cultus Sabbati med flera. Invigningsceremonierna är avancerade och sekterna har ofta ett utvecklat hierarkiskt system. Några av ritualerna och häxceremonierna har konstruerats av engelsmannen Gerald Gardner, och finns beskrivna i The Book of Shadows (Skuggornas Bok). Detta verk är fortfarande den grundläggande handboken i nästan alla wiccanska grupper, men däremot inte för andra sorters nyhäxor.

## Philosophia perennis
Philosophia perennis ("den tidlösa filosofin") är den latinska benämningen på en religionsfilosofisk riktning som tradition gör gällande att alla stora religioner har de instrument som krävs på vägen till det Högsta Väsendet. Med anledning av sin esoteriska natur har den metafysiska kunskapen om philosophia perennis alltid funnits inom de stora religionerna som i ett frötillstånd. Det rör sig alltså inte om en viss religiös eller filosofisk skola, utan om ett visst sätt att uppfatta mänsklighetens vishetstraditioner. Omkring 1450 gav Cosimo de Medici i uppdrag åt Marsilio Ficino (1433-1499) att grunda en platonsk akademi.  
Philosophia perennis sökande efter en prisca theologia representerade under renässansen en väg att finna ursprunget, men det är bara en av de riktningar som den västerländska esoterismen har tagit i sin jakt efter ursprunget.
I modern tid har begreppet tagits upp av fransmannen René Guénon (Abd al-Wahid Yahya) (1886–1951), schweizaren Frithjof Schuon (Isa Nur al-din) (1907–1998) och deras lärjungar – bland vilka kan nämnas Titus Burckhardt 1908–1984), Martin Lings (1909–2005), Seyyed Hossein Nasr (1933–) och på svenska av Kurt Almqvist (1912–2001) och Tage Lindbom (1909–2001). Denna grupp tänkare brukar även förknippas med en religionsfilosofisk strömning vid namn den Traditionella skolan. 
En något mer liberal syn på Philosophia Perennis, som faller utanför den traditionella skolan i strikt mening, har företrätts av bland andra Aldous Huxley (författare till Den oförgängliga traditionen), Jean Gebser, Bede Griffiths, Huston Smith och Eric Mark-Kramer.

## Sufism

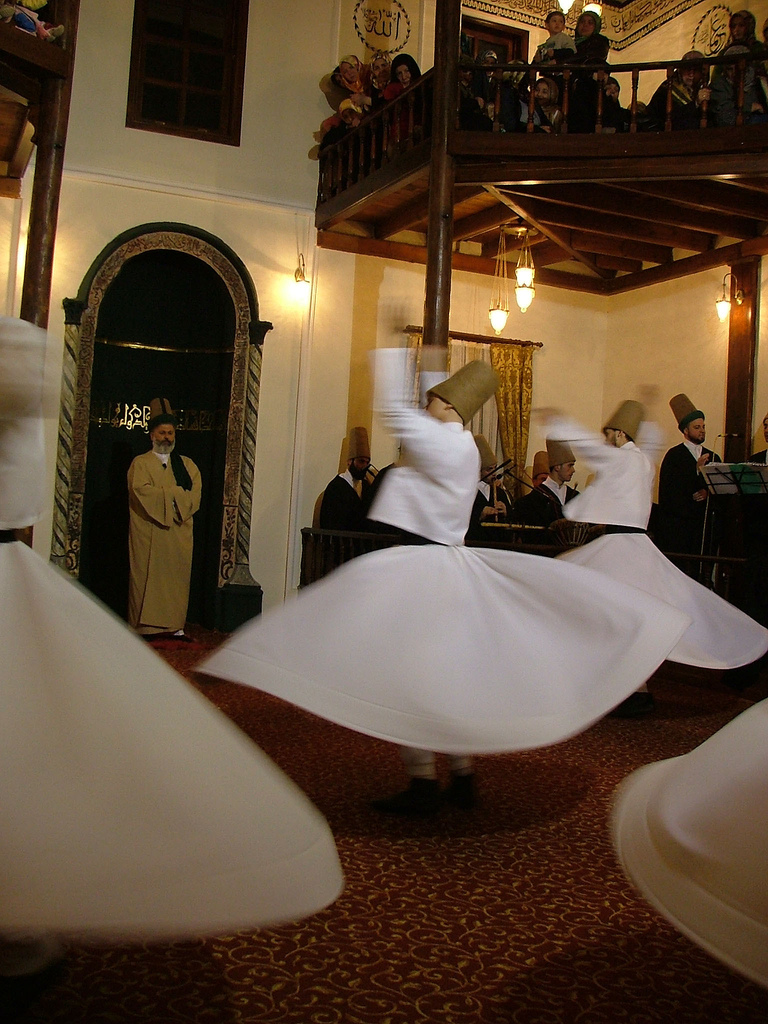
Mawlawiyya-ceremoni i Istanbul i Turkiet

Sufism, även tasawwuf eller sufigari, är en samlingsbeteckning för den andliga eller esoteriska aspekten inom islam. Sufiernas erfarenheter och läror är att vi, genom att rena sinnet från allt som inte är av Gud och förstå att kärleken är Guds sanna väsen, kan nå fram till den upplysning som öppnar medvetandet. Där sharia (lagen) företräder den yttre eller exoteriska dimensionen av religionen brukar sufismen definieras som islams inre dimension eller esoterism. Sufismen lägger till skillnad från andra riktningar inom islam med andra ord betoning på religionens och hjärtats inre sanningar. Kärleken har en central roll i sufismen och enligt många sufier är Guds själva väsen kärlek.
Sufier, det vill säga utövare av denna muslimska mystik, kännetecknas av sitt sökande efter personlig, oförmedlad och omedelbar kontakt med Gud samt av en kunskap om den gudomliga kärlekens och vishetens uppenbarelser. På de islamiska språken kallas sufier vanligtvis för dervischer (persiska, "fattig", det vill säga de som är fattiga i Gud) eller fuqara (arabiska, plural av faqir med samma innebörd).

## Kabbala och En-Sof (Den högsta guden)
Esséerna var en grupp bland judarna, beskriven av Flavius Josefus och Filon. De fanns utspridda i Palestina, främst i Judéen. Nutida forskare identifierar dem ofta med Qumransekten, vars skrifter återfinns i Dödahavsrullarna. Esséerna trodde på en stark dualism mellan gott och ont, ljus och mörker, själ och kropp. I en framtida slutgiltig kamp skulle ljuset segra.
Inom framför allt judendom och kristendom har man brottats med frågor som "Om Gud är perfekt och allsmäktig, varför är då inte Hans skapelse perfekt?". Kabbala är ett uttryck för djupare andligt sökande inom judendomen som under medeltiden resulterade i en esoterisk och symbolisk tolkning av den hebreiska bibeln. Kabbala kom i sin tur att prägla chassidismen på 1700-talet. 
Den judiska mystiken betonar det inre sökandet efter det gudomliga och tekniker som speciellt utformad meditation och bön. Den vedergällande och svartsjuke skaparguden Jahve i den judiska Bibel är inte någon gud över huvud taget, utan endast en av Guds utstrålningar som skapats. 
Texterna i framför allt Moseböckerna beskriver snarare mänskliga egenskaper. Den dolda guden kallas En Sof (Den Utan Slut). 

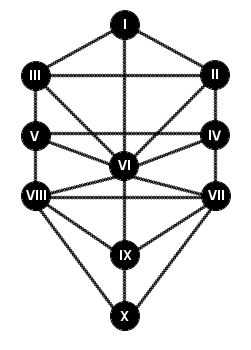
Sefirot eller Livets träd

En-Sof ger sig främst tillkänna genom 10 utstrålningar, (sefirot) vilka fungerar som bryggor mellan En-Sof och det universum vi kan uppleva med våra sinnen. Universum skapades alltså av utstrålningar som En-Sof gav upphov till. Meningen var att sefirot skulle ha inrymts i tio kärl. I samband med universums skapelse förstördes dock sex av dessa tio kärl, och genom denna olycka spreds utstrålningarna i universum som skärvor. Om detta inte hade skett skulle vi idag inte ha behövt stå ut med vår ofullständiga värld, med ondska, smärta och lidande. Den som i judarnas bibel och i Gamla Testamentet kallas Gud, – dvs. den vi känner som den svartsjuke och grymme Jahve – är således inte alls Gud. Jahve är blott en av dessa skapande utstrålningar som inte fungerar. Människans mål är att inse att Gud är En-Sof och att Gud och människan måste samla ihop skärvorna och laga de spruckna kärlen.

## Teosofi
Teosofi kommer från de två gammalgrekiska orden theos, som betyder ”gud”, och sophos, som betyder ”vis”. Teosofer är vad många mystiker under olika epoker har kallat sig själva. En teosof kan vara någon som lägger fram en teori om Gud eller Guds verk utifrån en egen upplevelse och inte utifrån vad andra har sagt. Ur denna synvinkel är varje stor tänkare och filosof, speciellt de som har grundat en ny religion, filosofisk skola eller sekt, en teosof. Det fanns teosofer före kristendomen. Diogenes Laertios, som levde i Egypten på 200-talet, spårade teosofin tillbaka till en tid före den ptolemeiska (grekiska) dynastin och anser att dess grundare var den egyptiske hierofanten Pot-Amun. Han och hans lärjungar kallade sig ”filaletéer” – älskare av sanningen. 
Den grekiske filosofen Ammonits, bosatt i Alexandria under 200-talet (död 241), ville förena alla ena alla religioner till en enda gemensam tro på en Absolut, Högsta, Evig, Ogripbar och Namnlös kraft som styrde universum med oföränderliga och eviga lagar.
Ammonios ville rensa upp i de gamla religionerna, vilka han såg som korrumperade och fördunklade av allt mänskligt skräp. Han ville i stället förena och förklara trosinriktningarna ur rent filosofiska principer. Av denna anledning lärde den eklektiska teosofiska skolan i Alexandria ut de buddhistiska, vedantiska och magernas zoroastriska system, förutom kunskapen om de grekiska filosofierna. 
Det var i Tyskland med Jacob Böhme (1533–1588) den stora teosofiska strömningen uppstod. Böhme, som var skomakare i Görlitz i Schlesien, fick en vision då han betraktade en tennvas. Denna vision blev avgörande för hans andliga kall och författargärning. Böhmes första bok, Aurora (1612), som var ett resultat av denna upplevelse, cirkulerade i form av manuskript och förskaffade honom trakasserier från de protestantiska myndigheternas sida. Inte heller hans senare böcker sågs med blida ögon.

## Teosofiska samfundet
The Theosophical Society grundades den 13 september 1875 i New York av Helena Petrovna Blavatsky, överste H. S. Olcott och W. Q. Judge. Samfundet skulle ha till syfte:
1. Att utgöra högborgen för ett broderskap som skulle omfatta hela mänskligheten utan hänsyn till ras, färg eller tro,
2. Att befrämja studiet av ariska och andra skrifter om religion och vetenskap och bevara de gamla österländska texternas innebörd, i synnerhet de brahmanska och buddhistiska.
3. Att utforska naturens dolda hemligheter, särskilt de psykiska krafter som slumrar i människan.” Uttrycket teosofi betyder egentligen ”kunskap om Gud”, men sedan Teosofiska samfundet hade bildats betecknar det snarare den ockultism som madame Blavatsky och hennes efterföljare skapade.

## Adyar
Teosofiska Samfundet, grundat 1875, är en världsomspännande organisation vars främsta syfte är universellt broderskap baserat på insikten att livet och alla dess mångskiftande former, mänskliga såväl som icke-mänskliga är en odelbar Enhet. Grymhet, tanklöshet och fördomar ses ofta som orsaker till det lidande som onda gärningar leder till.
Det teosofiska samfundet Adyar hävdar att teosofin är den visdomen som ligger till grund för alla religioner när de är fria från tillägg och vidskepelse. Teosofin säger sig kunna erbjuder en livsåskådning som tolkar livet begripligt och som visar att rättvisa och kärlek vägleder kosmos. Dess undervisning ger stöd till utveckling av människans latenta andliga natur, utan att framkalla beroende eller fruktan.

## Frimureri
Frimurarna anser att en förbättring av världen är möjlig genom en form av självutveckling, där man söker höja den enskilde logebroderns personlighet och ideal. Detta försiggår genom flitiga studier i logen och dess bibliotek. Anledningen till att frimureriet ofta anses som mystiskt är de hemliga ritualer som man använder sig av. Innehållet i dessa ritualer finns publicerade i ett antal böcker, speciellt på tyska och engelska, men skiljer sig åt mellan de olika frimureriska systemen.  
I slutet av 1600-talet började flera murarskrån att inviga medlemmar som inte var murare. Övergången till nutidens organiserade frimureri togs i London 24 juni 1717, på Johannes Döparens dag. Då bildade den första storlogen genom att fyra loger slöt sig samman. Till stormästare valdes Anthony Sayer och under de följande åren utsågs varje år en ny stormästare. 
Medlemmarna i en frimurarloge kallar varandra bröder, och frimureriet är indelat i ett antal grader som medlemmarna tilldelas efter hand. I Sverige finns elva grader inom Svenska Frimurare Orden, men det finns många olika frimuraresystem med ända upp till 33 grader. Grunden utgörs av den så kallade Johanneslogen där medlemmarna erhåller första, andra och tredje graden. En frimurarorden leds av en stormästare.

### Svenska systemet
Det svenska frimureriet, det så kallade svenska systemet, skiljer sig från många andra förekommande frimurarsystem, i och med att det uteslutande vilar på kristen grund och är ett integrerat höggradssystem, det vill säga de högre graderna ligger i samma organisation som de tre första graderna. Internationellt ställer inte frimureri krav på just kristen tro utan kräver normalt enbart en tro på ett Högsta Väsen, vilket alltså även stämmer in på exempelvis judendom och islam.
Det svenska systemet praktiseras i Sverige och i Finland av Svenska Frimurare Orden samt av nationellt fristående frimurarordnar i Danmark, Norge och Island. Systemet bygger på ett 10-gradigt system där de tre första graderna är lärling, medbroder och mästare. En man som vill nå de högre graderna måste ha nått upp till den tredje graden innan han får gå vidare. Detta är gemensamt för alla höggradsystem.

## De hemliga Rosenkreuziska Broderskapen
Några av de nutida hemliga Rosenkreuziska brödraskapen hävdar att de kan spåra sina rötter ända tillbaka till mystiska religioner i det gamla Egypten, medan andra av dem utpekar följande händelser på 1400-talet och 1600-talet som sitt upphov. De omnämns inte före 1614, då det i Kassel kom ut en anonym skrift, Fama Fraternitatis. I den omtalas ett hemligt sällskap, bildat omkring 200 år tidigare av en Christian Rosenkreuz, som sades ha varit född 1388. 
Broderskapet skulle arbeta för mänsklighetens förbättring och framåtskridande, och deras medlemmar måste därför besitta en innerlig fromhet och djup insikt i de kända vetenskaperna. I synnerhet måste man klart förstå naturens hemliga krafter, och de första texterna avslöjar en symbolik om andlig återfödsel som liknar läran om alkemin. Efter hand dök åtskilliga hemliga sällskap upp som påstod sig vara de äkta rosenkreuzarna, inte bara i Tyskland utan också i andra länder över resten av västerlandet.

## Andra sällskap och rörelser
The Hermetic Order of the Golden Dawn var ett magisällskap som bildades 1888. Sällskapet bildades mot bakgrund av tidens växande intresse för icke erkända vetenskaper och speciellt utifrån den på den tiden omfattande litteraturen om hermetismen. Golden Dawns lära har i hög grad påverkat teorier och arbete inom många andra ockulta sammanslutningar i engelsktalande länder under loppet av de senaste 80 åren eller mer. 
En speciell riktning inom den tyska astrologin är Hamburgläran, som bygger på en uppsättning uppsättningar teorier som Alfred Witte (1878–1941) utvecklade. Witte ”upptäckte" Cupido, en förmodad planet utanför Neptunus, och sju andra transneptunska planeter. Planeternas existens har ännu inte verifierats av astronomerna. Rörelserna hos dessa hypotetiska planeter används vid uppställning av horoskop.
Martinus (1890–1981), är den mest kände av vår tids danska ockulta tänkare. I sitt främsta arbete, ”Livets Bok” i sju band (1932-60), ger han en komplett och allomfattande kosmologisk lära, som innehåller en världsåskådning om hur universum är uppbyggt och en livsåskådning som talar om hur man bör leva för att bringa harmoni i sitt förhållande till världen.
Scientologi (av latin scio, veta, och grekiska logos, lära) är ett mycket utbrett filosofiskt system kring det mänskliga vetandet, utvecklat av amerikanen Lafayette Ronald Hubbard (1911-86). Hubbard var från början journalist och science fiction-författare.  Scientologin är en vidareutveckling av Hubbards första uppfinning, dianetiken, som har utvidgats med en mängd nya uttryck och olika idéer om metafysik, reinkarnation etcetera. I våra dagar startar den unge, förhoppningsfulle kandidaten här hemma vanligen med en kommunikationskurs. Den följs av en rad auditeringskurser (dianetik) och senare en serie kurser i själva scientologin, de så kallade prästakademikurserna. Det hela avslutas med ”Minister’s Course” som ger rätt att utöva auditering.
Dragon Rouge är ett esoteriskt ordenssällskap skapat av en grupp magiintresserade med religionsvetaren och idéhistorikern Thomas Karlsson i spetsen 1989–1990. Sällskapet som är politiskt och religiöst obundet studerar och praktiserar bland annat magi, ockultism samt vissa typer av yoga och meditation i syfte att nå kunskaper och insikter i tillvarons dolda mysterier. Organisationen hade år 2011 mindre än 500 medlemmar i Sverige, men då ordenssällskapet numera finns utspritt med loger och magigrupper i flera länder räknas det ändå som ett av Norra Europas ledande magiska organisationer. Orden är uppbyggd i tre delar: En yttre som är öppen för alla, en inre som innefattar ett 11-gradigt initieringssystem samt en inre krets ledare.
Henry T. Laurency (1882–1971) är den kanske mest utmärkande svenska esoteriska filosofen under 1900-talet. Laurency anknyter, enligt egen utsago, till Pythagoras esoteriska lära kallad hylozoik. Hans samlade verk omfattar ca fyra tusen boksidor, och bygger till viss del på tidigare framställningar av esoteriken som gjorts inom den teosofiska (och neo-teosofiska) traditionen av författare som Helena Petrovna Blavatsky, Charles Webster Leadbeater och Alice Ann Bailey. Laurencys stringenta och matematiska framställningssätt, kombinerat med de egenhändiga insikterna, har dock en nämnvärd originalitet. I Sverige har bland annat Lars Adelskogh gjort ansträngningar för att sprida och göra Laurencys verk tillgängliga. Laurencys esoteriska lära har också fått mottaga omfattande kritik, exempelvis från Håkan Blomqvist.

## Swedenborg
Emanuel Swedenborg (1688–1772)  var en svensk vetenskapsman, filosof, bibeltolkare, teosof, teolog och kristen mystiker. Vid 56 års ålder genomgick han en andlig period, där han genom drömmar och visioner fick kontakt med en andlig värld där han talade med änglar, andar och avlidna personer. Swedenborg ansåg sig vara utsedd av Gud att skriva en himmelsk lära baserad på en reformerad kristendom. Under de kommande 28 åren, fram till sin död, skrev och publicerade han 18 teologiska verk – varav den mest kända är Himmel och Helvete från 1758. Swedenborgs teologiska skrifter har lockat fram en mängd olika reaktioner. Mot slutet av hans liv hade mindre grupperingar i Sverige och England formats för att studera hans skrifter och de sanningar som de ansåg fanns i hans lära, swedenborgianismen. Ett flertal författare influerades av honom, däribland William Blake, C.J.L. Almqvist, August Strindberg, Charles Baudelaire, Balzac, William Butler Yeats och Carl Jung. Den svenske målaren och mystikern Ivan Aguéli delade Swedenborgs bibeltolkning och var sannolikt den första som fann en samstämmighet mellan denna och sufismen, ett samband vilket sedermera uppmärksammats av den franske islamologen Henry Corbin. Även filosofen och psykologen William James tillhörde dem som följde Swedenborgs lära och inom spiritismen anses han vara en viktig föregångare.

## Några begrepp
Adjektivet esoterisk uppträder mycket tidigare än substantivet esoterism, som kom i bruk först i början av 1800-talet. Motsatsen är exoterisk. Esoteriska är kunskaper och doktriner som är obegripliga för andra än de invigda (ideologisk esoterism) eller som är förbehållna de invigda (organiserad esoterism). Esoteriska kan man också kalla läror och bruk som rör översinnliga erfarenheter och fenomen och som anses kräva särskild förberedelse och träning, ofta under ledning av en bevandrad lärare. Exempel på detta är särskilt avancerad meditation som utövas i esoterisk buddhism, exempelvis inom Zen.
Inititiationsceremoni eller rite de passage, är en ceremoni för att införa en person i ett tidigare oåtkomligt sammanhang. Det kan gälla ett slutet sällskap eller vuxendomen. I det senare fallet talar man också om passagerit. I det tidigare fallet talar man även om en invigningsritual. Begreppet initiation används även för att beteckna den psykologiska strukturförvandling som möjliggörs eller tydliggörs av invigningsriterna i de gamla mysterieskolorna, och även i dagens esoteriska ordenssällskap. Ett system med mästare och lärjungar är vanligt, som inom sufiordnar som Shadhiliyya.
Arkandisciplin är den gängse beteckningen på den organiserade esoterism som det innebär att belägga platser, riter, formler, med mera, med yttersta sekretess för att skydda vad som uppfattas som en okränkbar och dyrbar sfär från vanvördnad. Såväl olika kulturer som skilda hemliga sällskap, som frimurarorden, tillämpar ett sådant hemlighållande. Genom historien har även kristendomen inom olika tidsrymder och kyrkor tillämpat arkandisciplin. För att exempelvis undvika att dopet och nattvarden bagatelliserades när tillflödet av nya kristna kraftigt ökade under 300-talet, skapades en aura av hemlighetsfullhet under dessa riter.